# ظفاف
الظَّفَّاف أو الغُرفُو أو بطريق متوج (الاسم العلمي: Eudyptes)؛ هو جنس من الطُّيُور من عديمات الريش، كفيات القدم وفصيلة البطريق. أنواعه تتراوح بين أربعة وسبعة بحسب المراجع الموثوقة. وأنواع جزر تشاتام انقرضت في القرون الأخيرة من العصور الحديثة.